# Negeri Ratu Ngambur
Negeri Ratu Ngambur is een bestuurslaag in het regentschap Lampung Barat van de provincie Lampung, Indonesië. Negeri Ratu Ngambur telt 4119 inwoners (volkstelling 2010).